# Eucharius Silber
Eucharius Silber, auch Franck genannt, († zwischen dem 1. und 7. Oktober 1509 in Rom) war ein aus der Diözese Würzburg stammender Inkunabeldrucker.

## Leben und Wirken
Der älteste unter seinem Namen erschienene Druck trägt das Datum 20. Mai 1480 (GW 6477), doch der Name Eucharius Silber taucht bereits 1478 in einer Zeugenliste eines römischen Notars auf. Wie viele römische Buchdrucker dieser Zeit, die sich die Niederen Weihen erteilen ließen, um Pfründen, deren Einkünfte für sie eine willkommene Absicherung bildeten, erhalten zu können, war auch Eucharius Silber Geistlicher. So supplizierte er mit einer Gruppe von Familiaren des Bischofs von Eichstätt Wilhelm von Reichenau Anfang der 1480er Jahre  um Pfründenexspektanzen. Seine Offizin am Campo de’ Fiori befand sich vermutlich in einem Gebäude, das Pietro Massimo gehörte und in dem auch schon Konrad Sweynheym († 1476) und Arnold Pannartz gedruckt hatten. Er gehörte ab 1485 der Bruderschaft an der Kirche Santa Maria dell’Anima an.
Zu Beginn seiner Drucktätigkeit fertigte Silber Nachdrucke anderswo bereits erfolgreicher Bücher an. Am Ort leicht verkäufliche Werke, wie zum Beispiel Pilgerführer, Devotionalien und Unterhaltungsliteratur, aber auch Formulare, Kanzleiregeln und andere Handreichungen für nach Rom gereiste oder dort dauerhaft tätige Kleriker, bildeten durchgehend einen Grundstock seines Sortiments.
Waren die ersten bei Eucharius Silber erschienenen Klassikerausgaben noch Nachdrucke, so machte er sich bald einen Namen als sorgfältiger Drucker und etliche Humanisten beauftragten ihn mit dem Druck ihrer Editionen oder eigener Texte. Hierzu gehörten unter anderem die editio princeps von Vitruvs De architectura (GW M51000), die von Pomponius Laetus besorgten Ausgaben der Briefe Plinius des Jüngeren (GW M34357) und der Werke Sallusts (GW M39655), die Übersetzung der Nikomachischen Ethik durch Johannes Argyropulos (GW 2363) und die Castigationes plinianae des Hermolaus Barbarus (GW 3340).
Dass der Druck solcher Werke nicht durch Eucharius Silber finanziert wurde, lässt sich gut in den Vor- und Nachworten zur Ausgabe von Aristoteles’ Politik mit dem Kommentar des Thomas von Aquin (GW 2448) erkennen; das Geld für die ungewöhnlich hohe Auflage von 1500 Exemplaren stammte von Kardinal Francesco Todeschini Piccolomini. Die Ausnahme, welche die Regel bestätigt, ist der Druck des Buchs Contra pragmaticam Gallorum sanctionem (GW 4966) von Hélie de Bourdeilles (1423–1484) auch auf Kosten Silbers, wie im Kolophon werbewirksam betont wird.
Der Streit um die 900 Thesen des Pico della Mirandola (GW M33295) lässt sich an Drucken Silbers nachvollziehen. Pedro Garcia, der der päpstlichen Kommission, welche einige dieser Thesen als häretisch einstufte, angehört hatte, veröffentlichte seine Determinationes magistrales contra conclusiones Johannis Pici Mirandulae (GW 10549) ebenfalls bei Silber.
Aktuelle Ereignisse fanden oft ein Echo in Drucken Silbers, so die Belagerung von Rhodos und der Tod Mehmed des Eroberers. Zahlreiche Werke mit Bezug zur Eroberung des Emirats von Granada legen enge Beziehungen Silbers mit den Vertretern des spanischen Königs in Rom nahe. Hervorzuheben ist hier die Historia Baetica des Carolus Verardus (GW M49593). Den Brief des Christoph Kolumbus über seine Entdeckungen druckte er sowohl in einer lateinischen Übersetzung (GW 7178) als auch in der italienischen Bearbeitung durch Giuliano Dati (GW 7999). Auch der Mundus Novus des Amerigo Vespucci wurde von Silber gedruckt. Die Auseinandersetzungen um Girolamo Savonarola boten ebenfalls Material für mehrere Drucke.
Am 1. Oktober 1509 machte Eucharius Silber in seinem Haus am Campo de’ Fiori sein Testament. Er wünschte in der Kirche San Lorenzo in Damaso beigesetzt zu werden. Seiner Lebensgefährtin Helene vermachte er 125 Dukaten und ein Bett mit zwei Laken und weiterem Zubehör. Sein übriger Besitz sollte zu gleichen Teilen unter den gemeinsamen Söhnen Marcello und Massimiliano aufgeteilt werden. Bereits am 7. Oktober 1509 bat ein anderer Kleriker aus der Diözese Würzburg am päpstlichen Hof in Viterbo um die Provision auf eine durch Silbers Tod freigewordene Pfründe. Nach dem Tode seines Vaters Eucharius, führte Marcello Silber die Offizin bis zum Sacco di Roma 1527 weiter. Helene heiratete Ende November 1509 einen Lebensmittelhändler aus der Nachbarschaft.

## Kataloge
- Drucke von Eucharius Silber im Gesamtkatalog der Wiegendrucke
- Alberto Tinto: Gli annali tipografici di Eucario e Marcello Silber (1501–1527). Leo S. Olschki, Florenz 1968 (Biblioteca di Bibliografia Italiana LV).[10]